# Morti nel 2016/Dicembre
| Questa pagina contiene informazioni ricavate automaticamente dalle voci biografiche con l'ausilio del template Bio e di un bot. L'aggiornamento è periodico e automatico e ricostruisce completamente la pagina. Se manca una persona in questa lista, sei pregato di non aggiungerla, ma accertati piuttosto che la sua voce biografica contenga il template Bio e che i dati anagrafici siano correttamente compilati. Se il template Bio manca, inseriscilo tu stesso o, in alternativa, metti l'avviso {{tmp\|Bio}} che ne segnala la mancanza. Se i dati riportati sono sbagliati, correggi direttamente la voce biografica; le modifiche saranno visibili in questa lista entro pochi giorni. Per chiarimenti vedi il progetto biografie. La lista contiene solo le 197 persone che sono citate nell'enciclopedia e per le quali è stato implementato correttamente il template Bio. Pagina aggiornata al 10 giu 2025. |

- 1º dicembre - Paolo Borghi, pallavolista e dirigente sportivo italiano (n. 1929)
- 1º dicembre - Don Calfa, attore statunitense (n. 1939)
- 1º dicembre - Nino Cannata, fumettista e giornalista italiano (n. 1929)
- 1º dicembre - Nijs Korevaar, pallanuotista olandese (n. 1927)
- 1º dicembre - Clemen Parrocchetti, artista e pittrice italiana (n. 1923)
- 1º dicembre - Ousmane Sow, artista senegalese (n. 1935)
- 2 dicembre - Jorge Canavesi, cestista e allenatore di pallacanestro argentino (n. 1920)
- 2 dicembre - Liliana Fantoni, fumettista italiana (n. 1920)
- 2 dicembre - Samuel Lee, tuffatore statunitense (n. 1920)
- 2 dicembre - Gisela May, attrice e cantante tedesca (n. 1924)
- 2 dicembre - Rocco Salini, politico italiano (n. 1931)
- 3 dicembre - Fausto Bonelli, calciatore italiano (n. 1921)
- 3 dicembre - Franchino Camporeale, batterista italiano (n. 1925)
- 3 dicembre - Billy Chapin, attore statunitense (n. 1943)
- 3 dicembre - Susan Cummings, attrice tedesca (n. 1930)
- 3 dicembre - Gigliola Frazzoni, soprano italiano (n. 1923)
- 3 dicembre - Isidoro Marsan, cestista, allenatore di pallacanestro e imprenditore jugoslavo (n. 1925)
- 3 dicembre - Giovanni Orelli, scrittore e poeta svizzero (n. 1928)
- 4 dicembre - Giuseppe Giannola, militare italiano (n. 1917)
- 4 dicembre - Gotlib, fumettista francese (n. 1934)
- 4 dicembre - Ferreira Gullar, scrittore, poeta e sceneggiatore brasiliano (n. 1930)
- 4 dicembre - Margaret Whitton, attrice statunitense (n. 1949)
- 5 dicembre - Big Syke, rapper statunitense (n. 1968)
- 5 dicembre - Asko Jokinen, cestista finlandese (n. 1932)
- 5 dicembre - Marcel Renaud, canoista francese (n. 1926)
- 5 dicembre - Victor Uckmar, avvocato e giurista italiano (n. 1925)
- 6 dicembre - Adolf Burger, tipografo e scrittore slovacco (n. 1917)
- 6 dicembre - Dave MacLaren, allenatore di calcio e calciatore scozzese (n. 1934)
- 6 dicembre - Rashaan Salaam, giocatore di football americano statunitense (n. 1974)
- 6 dicembre - Peter Vaughan, attore britannico (n. 1923)
- 7 dicembre - Ian Cartwright, calciatore inglese (n. 1964)
- 7 dicembre - Viktor Danilov, presbitero, storico e pubblicista russo (n. 1927)
- 7 dicembre - Paul Elvstrøm, velista danese (n. 1928)
- 7 dicembre - Greg Lake, cantante, bassista e chitarrista britannico (n. 1947)
- 8 dicembre - John Glenn, astronauta, aviatore e politico statunitense (n. 1921)
- 8 dicembre - Peter Jackson, biologo, scrittore e fotografo britannico (n. 1926)
- 8 dicembre - Joseph Mascolo, attore statunitense (n. 1929)
- 8 dicembre - Thomas C. Oden, teologo statunitense (n. 1931)
- 8 dicembre - Palani Vaughan, musicista statunitense (n. 1944)
- 9 dicembre - Lawrence Demmy, danzatore su ghiaccio britannico (n. 1931)
- 9 dicembre - Mario Milano, wrestler e attore italiano (n. 1935)
- 9 dicembre - Antonio Piccininno, cantante italiano (n. 1916)
- 9 dicembre - Ludwig Siebert, bobbista tedesco (n. 1939)
- 10 dicembre - Carmen Artocchini, pubblicista italiana (n. 1925)
- 10 dicembre - Peter Brabrook, calciatore inglese (n. 1937)
- 10 dicembre - George Klein, biologo ungherese (n. 1925)
- 10 dicembre - Sergej Mikaėljan, regista sovietico (n. 1923)
- 10 dicembre - Luciano Nobili, calciatore italiano (n. 1933)
- 10 dicembre - William Usery Jr., politico statunitense (n. 1923)
- 11 dicembre - Sadiq Jalal Al-Azm, filosofo siriano (n. 1934)
- 11 dicembre - Domenico Barbaro, mafioso italiano (n. 1937)
- 11 dicembre - Manuel Bermúdez Arias, calciatore spagnolo (n. 1936)
- 11 dicembre - Paolo De Benedetti, teologo e biblista italiano (n. 1927)
- 11 dicembre - Francesca Del Rosso, giornalista, blogger e scrittrice italiana (n. 1974)
- 11 dicembre - Marion van Binsbergen, psicoanalista olandese (n. 1920)
- 11 dicembre - Esma Redžepova, cantante macedone (n. 1943)
- 12 dicembre - Lucila Campos, cantante peruviana (n. 1938)
- 12 dicembre - Javier Echevarría Rodríguez, vescovo cattolico spagnolo (n. 1932)
- 12 dicembre - Shirley Hazzard, scrittrice australiana (n. 1931)
- 12 dicembre - Jim Prior, politico britannico (n. 1927)
- 12 dicembre - Leo Sharp, criminale statunitense (n. 1924)
- 13 dicembre - Giuseppe Abbamonte, giurista italiano (n. 1923)
- 13 dicembre - Fosco Becattini, calciatore italiano (n. 1925)
- 13 dicembre - Günter Clemens, attore tedesco (n. 1941)
- 13 dicembre - Maria Pia Fusco, sceneggiatrice e giornalista italiana (n. 1939)
- 13 dicembre - Milena Greppi, ostacolista e velocista italiana (n. 1929)
- 13 dicembre - Ralph Raico, storico statunitense (n. 1936)
- 13 dicembre - Giuseppe Sacchi, sindacalista, politico e partigiano italiano (n. 1917)
- 13 dicembre - Thomas Schelling, economista statunitense (n. 1921)
- 13 dicembre - Harald Schütze, calciatore tedesco orientale (n. 1948)
- 13 dicembre - Zubaida Tharwat, attrice egiziana (n. 1940)
- 13 dicembre - Alan Thicke, attore, conduttore televisivo e cantautore canadese (n. 1947)
- 14 dicembre - Paulo Evaristo Arns, cardinale e arcivescovo cattolico brasiliano (n. 1921)
- 14 dicembre - Bernard Fox, attore britannico (n. 1927)
- 14 dicembre - Karel Husa, compositore e direttore d'orchestra ceco (n. 1921)
- 14 dicembre - Ricky Mantoan, musicista italiano (n. 1945)
- 14 dicembre - Päivi Paunu, cantante finlandese (n. 1946)
- 14 dicembre - Adelchi Pillinini, generale italiano (n. 1934)
- 14 dicembre - Jeremy Summers, regista britannico (n. 1931)
- 15 dicembre - Glauco Gresleri, architetto italiano (n. 1930)
- 15 dicembre - Fran Jeffries, attrice e cantante statunitense (n. 1937)
- 15 dicembre - Valerij Ivanovič Kremnev, regista sovietico (n. 1939)
- 15 dicembre - Vittoria Martello, attrice italiana (n. 1923)
- 15 dicembre - Osiride Pevarello, attore e stuntman italiano (n. 1920)
- 16 dicembre - Anna Braghieri, politica italiana (n. 1932)
- 16 dicembre - Joan Carroll, attrice statunitense (n. 1932)
- 16 dicembre - Eric Defoort, politico e storico belga (n. 1943)
- 16 dicembre - Lina Gabrielli, giornalista, scrittrice e esperantista italiana (n. 1930)
- 16 dicembre - Jigme Palbar Bista, politico nepalese (n. 1930)
- 16 dicembre - Faïna Mel'nyk, discobola e pesista sovietica (n. 1945)
- 16 dicembre - Silvio Miana, politico e sindacalista italiano (n. 1926)
- 16 dicembre - Paolo Prodi, storico e politico italiano (n. 1932)
- 16 dicembre - Andrea Tonacci, regista italiano (n. 1944)
- 17 dicembre - Edmond Y. Farhat, arcivescovo cattolico libanese (n. 1933)
- 17 dicembre - Ben Gilman, politico statunitense (n. 1922)
- 17 dicembre - Henry Heimlich, medico statunitense (n. 1920)
- 17 dicembre - Gordon Hunt, regista, doppiatore e attore statunitense (n. 1929)
- 17 dicembre - Stelio Nardini, generale italiano (n. 1932)
- 18 dicembre - Zsa Zsa Gábor, attrice ungherese (n. 1917)
- 18 dicembre - Sata Isobe, pallavolista giapponese (n. 1944)
- 18 dicembre - China Machado, modella e produttrice televisiva cinese (n. 1929)
- 18 dicembre - Léo Marjane, cantante francese (n. 1912)
- 18 dicembre - Heinz Ulzheimer, mezzofondista e velocista tedesco (n. 1925)
- 19 dicembre - Andrej Karlov, politico e diplomatico russo (n. 1954)
- 19 dicembre - Dick Latessa, attore statunitense (n. 1929)
- 19 dicembre - Gastone Pasolini, politico e sindacalista sammarinese (n. 1932)
- 19 dicembre - Fidel Uriarte, allenatore di calcio e calciatore spagnolo (n. 1945)
- 20 dicembre - Aldo Florio, regista e sceneggiatore italiano (n. 1925)
- 20 dicembre - Michèle Morgan, attrice francese (n. 1920)
- 20 dicembre - Ousseynou Ndiaga Diop, allenatore di pallacanestro senegalese (n. 1948)
- 21 dicembre - Angelo Di Marco, fumettista e vignettista francese (n. 1927)
- 21 dicembre - Sidney David Drell, fisico statunitense (n. 1926)
- 21 dicembre - Giorgio Magnaghi, calciatore italiano (n. 1923)
- 21 dicembre - Gianni Mascolo, cantante italiano (n. 1940)
- 21 dicembre - Evi Zamperini Pucci, scrittrice italiana (n. 1924)
- 21 dicembre - Danilo Torriglia, calciatore italiano (n. 1936)
- 22 dicembre - Maurizio Danielli, canottiere italiano (n. 1949)
- 22 dicembre - Evgenij Džugašvili, militare russo (n. 1936)
- 22 dicembre - Vincenzo Ravera, calciatore italiano (n. 1933)
- 22 dicembre - Franca Sozzani, giornalista italiana (n. 1950)
- 22 dicembre - Alberto Statera, giornalista e scrittore italiano (n. 1947)
- 22 dicembre - Lella Vignelli, artista e designer italiana (n. 1934)
- 22 dicembre - Miruts Yifter, mezzofondista etiope (n. 1944)
- 23 dicembre - Ugo Angelino, alpinista italiano (n. 1923)
- 23 dicembre - Gabriel Cacho Millet, scrittore e critico letterario argentino (n. 1939)
- 23 dicembre - Willa Kim, costumista statunitense (n. 1917)
- 23 dicembre - Poul Pedersen, calciatore danese (n. 1932)
- 23 dicembre - Donato Sabato, ingegnere e dirigente pubblico italiano (n. 1930)
- 23 dicembre - Heinrich Schiff, violoncellista e direttore d'orchestra austriaco (n. 1951)
- 23 dicembre - Piers Sellers, astronauta britannico (n. 1955)
- 23 dicembre - Vesna Vulović, attivista serba (n. 1950)
- 24 dicembre - Richard Adams, scrittore e glottoteta britannico (n. 1920)
- 24 dicembre - Pape Badiane, cestista francese (n. 1980)
- 24 dicembre - Joseph Fitzmyer, gesuita e biblista statunitense (n. 1920)
- 24 dicembre - Enzo Marcacci, paroliere italiano (n. 1919)
- 24 dicembre - Rick Parfitt, cantante e chitarrista inglese (n. 1948)
- 24 dicembre - Lucinio Sconfietti, pugile e allenatore di pugilato italiano (n. 1926)
- 24 dicembre - Liz Smith, attrice britannica (n. 1921)
- 24 dicembre - José Vázquez, calciatore argentino (n. 1940)
- 25 dicembre - Mauro Chiabrando, politico italiano (n. 1932)
- 25 dicembre - Giacinto Ferro, attore italiano (n. 1943)
- 25 dicembre - Giuseppe Galbani, operaio italiano (n. 1926)
- 25 dicembre - Konstantin Georgiev, cestista bulgaro (n. 1933)
- 25 dicembre - Karl Golser, vescovo cattolico italiano (n. 1943)
- 25 dicembre - George Michael, cantante, compositore e produttore discografico britannico (n. 1963)
- 25 dicembre - Georgi Panov, cestista bulgaro (n. 1933)
- 25 dicembre - Elizaveta Glinka, attivista, medico e filantropa russa (n. 1962)
- 25 dicembre - Vera Rubin, astronoma statunitense (n. 1928)
- 25 dicembre - Romano Scalfi, presbitero e teologo italiano (n. 1923)
- 26 dicembre - Ašot Anastasyan, scacchista armeno (n. 1964)
- 26 dicembre - Jaume Camprodon Rovira, vescovo cattolico spagnolo (n. 1926)
- 26 dicembre - Giorgio Granzotto, politico italiano (n. 1928)
- 26 dicembre - George S. Irving, attore, cantante e doppiatore statunitense (n. 1922)
- 26 dicembre - József Katona, nuotatore ungherese (n. 1941)
- 26 dicembre - Jill Martin, attrice e cantante britannica (n. 1938)
- 26 dicembre - Antonio Martínez, cestista filippino (n. 1926)
- 26 dicembre - Carlo Matteucci, allenatore di calcio e calciatore italiano (n. 1927)
- 26 dicembre - Luciano Panetti, allenatore di calcio e calciatore italiano (n. 1929)
- 26 dicembre - Miriam Pirazzini, mezzosoprano italiano (n. 1918)
- 26 dicembre - Elvio Porta, sceneggiatore, regista e attore italiano (n. 1945)
- 26 dicembre - Fernando Rojas, cestista messicano (n. 1921)
- 27 dicembre - Veniero Accreman, avvocato, politico e saggista italiano (n. 1923)
- 27 dicembre - Carrie Fisher, attrice, cabarettista e sceneggiatrice statunitense (n. 1956)
- 27 dicembre - Claude Gensac, attrice francese (n. 1927)
- 27 dicembre - Renato Martini, maratoneta e mezzofondista italiano (n. 1949)
- 27 dicembre - Barbara Tarbuck, attrice statunitense (n. 1942)
- 27 dicembre - Hans Tietmeyer, economista e banchiere tedesco (n. 1931)
- 27 dicembre - Ratnasiri Wickremanayake, politico singalese (n. 1933)
- 28 dicembre - Gregorio Álvarez, politico e generale uruguaiano (n. 1925)
- 28 dicembre - Pierre Barouh, attore, compositore e giornalista francese (n. 1934)
- 28 dicembre - Matt Carragher, calciatore inglese (n. 1976)
- 28 dicembre - Michel Déon, scrittore francese (n. 1919)
- 28 dicembre - Lev Gor'kov, fisico sovietico (n. 1929)
- 28 dicembre - Annelise Hovmand, regista, sceneggiatrice e montatrice danese (n. 1924)
- 28 dicembre - Stefano Ranuzzi, cestista e allenatore di pallacanestro italiano (n. 1954)
- 28 dicembre - Debbie Reynolds, attrice, cantante e ballerina statunitense (n. 1932)
- 28 dicembre - Edgar Robles, calciatore paraguaiano (n. 1977)
- 29 dicembre - Franco Cassano, pianista, compositore e arrangiatore italiano (n. 1922)
- 29 dicembre - Néstor Gonçalves, calciatore uruguaiano (n. 1936)
- 29 dicembre - Toshiko Kobayashi, attrice giapponese (n. 1932)
- 29 dicembre - Ferdi Kübler, ciclista su strada e pistard svizzero (n. 1919)
- 29 dicembre - Jinpachi Nezu, attore e doppiatore giapponese (n. 1947)
- 29 dicembre - Pierre Pfeffer, zoologo francese (n. 1927)
- 29 dicembre - William Salice, dirigente d'azienda e inventore italiano (n. 1933)
- 29 dicembre - Franco Togni, maratoneta, fondista di corsa in montagna e triatleta italiano (n. 1960)
- 29 dicembre - Emilio Uberti, fumettista, regista e illustratore italiano (n. 1933)
- 30 dicembre - Mohamed Diab Al-Attar, calciatore e arbitro di calcio egiziano (n. 1927)
- 30 dicembre - Thomas Ludger Dupré, vescovo cattolico statunitense (n. 1933)
- 30 dicembre - Justo Mullor García, arcivescovo cattolico spagnolo (n. 1932)
- 30 dicembre - Shirley Neil Pettis, politica statunitense (n. 1924)
- 30 dicembre - Tyrus Wong, pittore, illustratore e ceramista cinese (n. 1910)
- 31 dicembre - James Ackerman, storico statunitense (n. 1919)
- 31 dicembre - Fabio Aguzzi, pittore italiano (n. 1953)
- 31 dicembre - Henning Christophersen, politico danese (n. 1939)
- 31 dicembre - Alberto Picasso, arbitro di calcio italiano (n. 1930)
- 31 dicembre - Dimitrij Romanovič Romanov, principe russo (n. 1926)
- 31 dicembre - Eva Šuranová, lunghista cecoslovacca (n. 1946)